# Пристромко Володимир Григорович
Пристромко Володимир Григорович (нар. 3 березня 1930 — пом. 31 серпня 2015) — генерал-майор авіації ЗС України.

## Життєпис
Народився 3 березня 1930 року в с. Веселий Гай Запорізької області. Літати почав в 1946 році в аероклубі міста Запоріжжя.
В 1949 році вступив до Луганського військового авіаційного училища льотчиків, яке закінчив у 1952 році.
З 1952 року проходив військову службу на посадах від льотчика-інструктора до начальника Чернігівського вищого військового авіаційного училища льотчиків (1973–1976).
У 1970–1973 роках навчався у Військово-повітряній академії ім. Ю. О. Гагаріна. У 1976 році призначений на посаду заступника командувача 17-ї Повітряної армії з бойової підготовки та військово-навчальних закладів.
З 1983 по 1987 рік знаходився у Демократичній Республіці Алжир.
За період служби опанував літаки По-2, Ут-2, Як-18, Іл-10,МіГ-15, МіГ-17, МіГ-21, МіГ-23 всіх модифікацій. Загальний наліт складає 4554 години. Військовий льотчик 1-го класу.
З 1997 року працював на посаді старшого викладача, доцента кафедри Повітряних Сил інституту авіації та протиповітряної оборони Національного університету оборони України. За час науково-педагогічної діяльності підготовив велику кількість висококваліфікованих військових льотчиків для авіації Радянського Союзу, України, країн СНД та іноземних держав.
31 серпня 2015 року на 86-му році пішов з життя у Києві.

## Нагороди та відзнаки
- У жовтні 2009 року присвоєне почесне звання «Заслужений працівник освіти України».
- Нагороджений орденами Червоної Зірки, «За службу Родине в Вооруженных Силах СССР» ІІІ ступеня, відзнакою Міністерства освіти і науки «Відмінник освіти України», відзнакою Міністра оборони України «Знак пошани» та

20-ма медалями